# New York City Marathon 2010

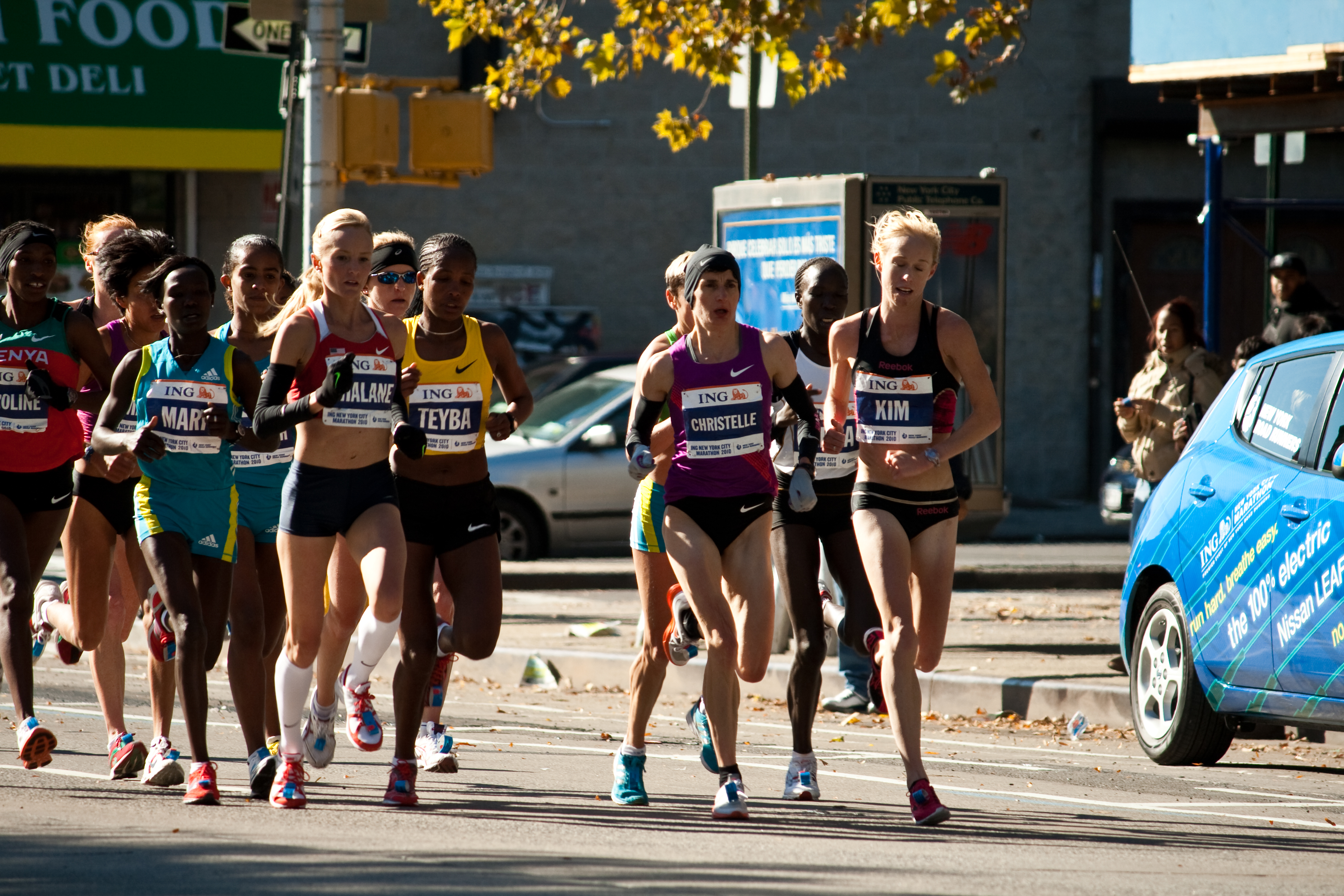
Snelste vrouwen

De New York City Marathon 2010 werd gelopen op zondag 7 november 2010. Het was de 41e editie van deze marathon.
Bij de mannen was de Ethiopiër Gebre-egziabher Gebremariam het snelst in 2:08.14. De Keniaanse Edna Kiplagat won bij de vrouwen in 2:28.20. De Ethiopische atleet Haile Gebrselassie deed ook mee aan deze wedstrijd, maar moest voor de finish uitstappen.
In totaal finishten 44829 marathonlopers, waarvan 28757 mannen en 16072 vrouwen.

## Uitslagen

### Mannen
| rang   | naam                        | land | tijd    |
| ------ | --------------------------- | ---- | ------- |
| Goud   | Gebre-egziabher Gebremariam | ETH  | 2:08.14 |
| Zilver | Emmanuel Mutai              | KEN  | 2:09.18 |
| Brons  | Moses Kipkosgei Kigen       | KEN  | 2:10.39 |
| 4      | Abderrahim Goumri           | MAR  | 2:10.51 |
| 5      | James Kwambai               | KEN  | 2:11.31 |
| 6      | Meb Keflezighi              | USA  | 2:11.38 |
| 7      | Marilson dos Santos         | BRA  | 2:11.51 |
| 8      | Dathan Ritzenhein           | USA  | 2:12.33 |
| 9      | Abel Kirui                  | KEN  | 2:13.01 |
| 10     | Abderrahime Bouramdane      | MAR  | 2:14.07 |

### Vrouwen
| rang   | naam              | land | tijd    |
| ------ | ----------------- | ---- | ------- |
| Goud   | Edna Kiplagat     | KEN  | 2:28.20 |
| Zilver | Shalane Flanagan  | USA  | 2:28.40 |
| Brons  | Mary Keitany      | KEN  | 2:29.01 |
| -      | Inga Abitova      | RUS  | 2:29.17 |
| 4      | Kimberley Smith   | NZL  | 2:29.28 |
| 5      | Christelle Daunay | FRA  | 2:29.29 |
| 6      | Ljoedmila Petrova | RUS  | 2:29.41 |
| 7      | Caroline Rotich   | KEN  | 2:29.46 |
| 8      | Madaí Pérez       | MEX  | 2:29.53 |
| 9      | Buzunesh Deba     | ETH  | 2:29.55 |
| 10     | Katie McGregor    | USA  | 2:31.01 |

1970 ·
1971 ·
1972 ·
1973 ·
1974 ·
1975 ·
1976 ·
1977 ·
1978 ·
1979 ·
1980 ·
1981 ·
1982 ·
1983 ·
1984 ·
1985 ·
1986 ·
1987 ·
1988 ·
1989 ·
1990 ·
1991 ·
1992 ·
1993 ·
1994 ·
1995 ·
1996 ·
1997 ·
1998 ·
1999 ·
2000 ·
2001 ·
2002 ·
2003 ·
2004 ·
2005 ·
2006 ·
2007 ·
2008 ·
2009 ·
2010 ·
2011 ·
2012 · 
2013 ·
2014 ·
2015 ·
2016 ·
2017 ·
2018 ·
2019 ·
2020 · 
2021 ·
2022 ·
2023 ·
2024